# Knemidokoptes pilae
Knemidokoptes pilae är en spindeldjursart som beskrevs av Lavoipierre och Griffiths 1951. Knemidokoptes pilae ingår i släktet Knemidokoptes och familjen Knemidokoptidae. Inga underarter finns listade i Catalogue of Life.